# Dan Damaschin
 Dan Damaschin  (n. 10 ianuarie 1951) este un poet și eseist român contemporan.

## Biografie
Dan Damaschin (pseudonimul literar al lui Damaschin Hărdăuț) născut la 10 ianuarie 1951, Prunișor, județul Arad) - poet și eseist. Fiul lui Florian Hărdăuț și al Veturiei-Lucreția (născută Bătrâna), țărani.  Studii elementare în satul natal (1958-1962), apoi gimnaziul (1962-1966) și liceul teoretic din Sebiș (1966-1970), județul Arad. Licențiat al  Facultății de Filologie a Universității „Babeș-Bolyai” din Cluj-Napoca, secția română-latină, 1974.  Liber profesionist (1974-1977), în urma refuzului de a se prezenta la post în învățământ; muncitor necalificat (1977-1978) și librar (1978-1988) la Centrul de Librării din Cluj. Redactor (1988-1994) și redactor-șef (1994-1998, 2002-2004) la Editura Dacia; Între 1998 și 2001, directorul filialei Cluj a Editurii Paralela 45. Custode și bibliotecar al Centrului de Studii ”Cercul Literar de la Sibiu/Cluj” (2004-2016). Doctor în litere (2009) cu calificativul Summa cum laude.

## Volume

### Poezie
- Intermundii, Ed. Albatros, București, 1975[5]
- Reculegeri, Ed. Albatros, București, 1981[5]
- Trandafirul și clepsidra, Ed. Albatros, București, 1985[5]
- A cincea esență, Ed. Dacia, Cluj, 1989[5]
- Kaspar Hauser, Ed. Dacia, Cluj, 1991[5]
- Atotsfârșitul, Editura „Cogito”, Oradea, 1995[5]
- Cartea expierilor, Ed. Didactică și Pedagogică, colecția „Akademos”, București, 1996[5]
- Îndurările și alte poeme, Ed. Dacia, Cluj-Napoca, 2002[5]
- Rugăciunile pictorilor, Editura Palimpsest, București, 2005[5]
- Denecuprinsul, Ed. Casa Cărții de Știință, Cluj-Napoca, 2007[5]
- Ziua Fiului Omului, Antologie de autor (1975-2015) ed. Eikon, București, 2016
- Alfa și Omega/Conviețuirea mea cu Dumnezeu, Ed. Ecou Transilvan, Cluj-Napoca, 2022

### Eseuri
- Cercul Literar de la Sibiu/Cluj. Deschidere spre europeism și universalitate, Ed. Zenit, Cluj-Napoca, 2009[5]
- Cercul Literar de la Sibiu/Cluj. Glosse/Restituiri/Corespondențe, Ed. Ecou Transilvan, Cluj-Napoca, 2013[5]

### Prezențe în antologii
- Hajónapló, fiatal róman hőltők antológiája, Németi Rudolf forditásai; Kriterion kőnyvkiadó, Bukarest, 1990
- Young Poets of a New Romania, an anthology, translated by Brenda Walker with Michaela Celea – Leach. Selected and edited by Ion Stoica. Introduced by Alan Brownjohn; FOREST BOOKS, LONDON & BOSTON, 1991
- Transylvanian voices/An anthology of contemporary poets from Cluj-Napoca, Edited and Translated by Adam J. Sorkin and Liviu Bleoca; The Romanian Cultural Foundation, Iași, 1994
- Streiflicht/Eine Auswahl zeitgenőssischer rumänischer Lyrik, ins Deutsche übertragen von Christian W. Schenk; Dionysos Verlag, Kastellaun, [Germania], 1994
- Transylvanien voices/An anthology of contemporary poets of Cluj-Napoca/Second Edition, Revised and Enlarged, Edited and Translated by Adam J. Sorkin and Liviu Bleoca with the Assistance of Emese Egyed; The Center for Romanian Studies, The Foundation for Romanian Culture and Studies, Iași, 1997
- Gefährliche Serpentinen/Rumänische Lyrik der Gegenwart, Ausgewählt, herausgegeben und mit einem Nachwort versehen von Dieter Schlesak/ausgestattet mit Zeichnungen von Pomona Zipser; Edition Druckhaus, [Germania], 1999
- Poètes roumains contemporains, Choix et présentation: Irina Petraș. Traduction: Ioana Crăciunescu et Alexandru Ștefănescu, Révision: Donald Alarie, Michelle Fiset et Bernard Pazier; Écrits des Forges, Québec, Canada & Editura Didactică și Pedagogică, București, 2000
- xxx, Voices of Contemporary Romanian Poets, Selection and English version by Dan Brudașcu, Sedan Publishing House, 2007
- Poezia românească după 1945. Antologie, studiu introductiv și note biobibliografice. de Ion POP. Ediție în 4 volume. Editura Știința, Chișinău (Rep. Moldova), 2022

- Christian W. Schenk – Rumänische Lyrikanthologie Von den Anfängen bis heute, Band V (German Edition), 2024

### Ediții critice
- I. Negoițescu, Scriitori contemporani, Ediție îngrijită de Dan Damaschin, Editura „Dacia”, Cluj, 1994
- I. Negoițescu, Ora oglinzilor/Pagini de jurnal, memorialistică, epistolar și alte texte cu caracter confesiv. Ediție îngrijită, prefață și note de Dan Damaschin, Ed. „Dacia”, Cluj, 1997
- I. Negoițescu, Despre E. Lovinescu, Ediție îngrijită și note de Dan Damaschin, colecția „Cercul literar de la Sibiu”, Ed. Paralela 45, Pitești, 1999
- I. Negoițescu, Însemnările unui cosmopolit, Ediție alcătuită și îngrijită de Dan Damaschin, colecția „Cercul Literar de la Sibiu”, Editura Paralela 45, Pitești, 1999
- xxx, Apocalipsa Sfântului Ioan Teologul/Ediție alcătuită de Dan Damaschin. Volum în limbile română, greacă și latină. Cu ilustrații de Albrecht Dürer (ciclul Apocalipsis cum figuris), colecția „Cartea religioasă”, Editura Paralela 45, Pitești, 2001
- xxx, Revista Cercului Literar/Restituire integrală a publicației (Nr. 1-6, ianuarie-august 1945), Ediție îngrijită de Dan Damaschin, cu o prefață de Petru Poantă; colecția „Euphorion”, Editura „Dacia”, Cluj, 2002
- Wolf von Aichelburg, Criza sufletului modern în poezie și alte scrieri românești. Ediție îngrijită, note și tabel cronologic de Dan Damaschin și Ioan Milea. Prefață de Dan Damaschin. Editura Eikon, Cluj-Napoca, 2010[5]
- xxx, Magistrul tăcerii în cercul cuvântului. Memorial și exegeze blagiene de Wolf von Aichelburg, Nicolae Balotă, Ovidiu Cotruș, Ștefan Aug. Doinaș, Petre Hossu, Victor Iancu, Henri Jacquier, I. Negoițescu, Cornel Regman, I.D. Sîrbu, Dominic Stanca, Radu Stanca, Eugen Todoran. Ediție îngrijită, note și bibliografie de Dan Damaschin și Ioan Milea. Prefață de Dan Damaschin. Editura Remus, Cluj-Napoca, 2011[5]

## Premii
- Premiul pentru poezie la Festivalul național de literatură al studenților (1974)
- Premiul pentru poezie (vol. Trandafirul și clepsidra) al Asociației Scriitorilor din Cluj (1977)
- Premiul pentru Poezie contemporană al Festivalului „Lucian Blaga” (ediția I), 1991, Cluj
- Premiul pentru poezie la Salonul Național de Carte Oradea (1995) pentru volumul Atotsfârșitul
- Premiul pentru poezie al revistei „Poesis” (Satu Mare, 1996), pentru vol. Cartea expierilor
- Premiul Asociației Scriitorilor din Cluj (1997) pentru Cartea expierilor
- Premiul special pentru poezie al Festivalului „Lucian Blaga”, Cluj, 2003
- Premiul Asociației Scriitorilor din Cluj (2003) pentru vol. Îndurările
- Premiul Asociației Scriitorilor din Cluj (2005) pentru vol. Rugăciunile pictorilor
- Premiul Asociației Scriitorilor din Cluj (2009) pentru vol. Cercul Literar de la Sibiu/Cluj. Deschidere spre europeism și universalitate

## Afilieri
- Membru al Uniunii Scriitorilor din România

## Fotografii

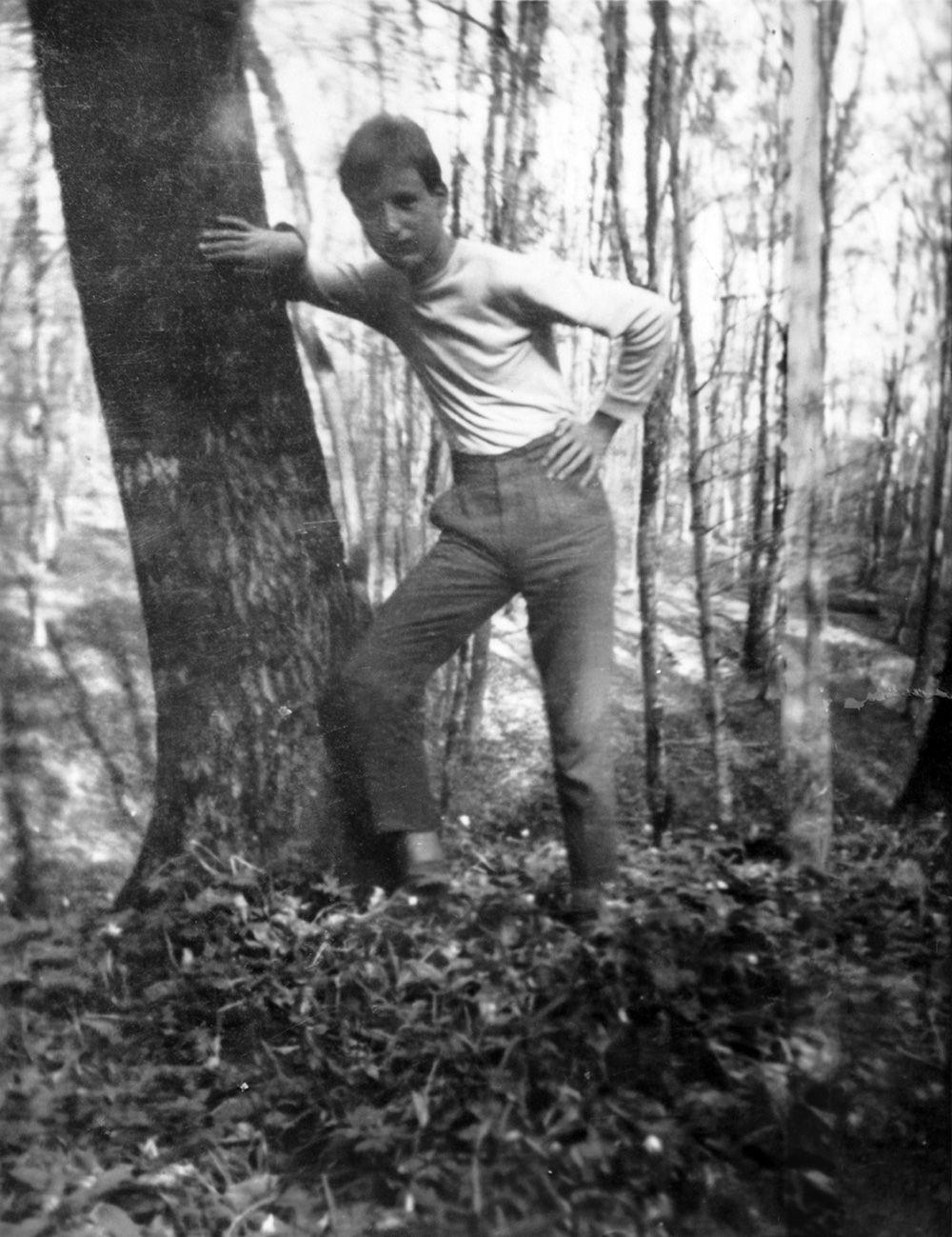
Dan Damaschin (1968)
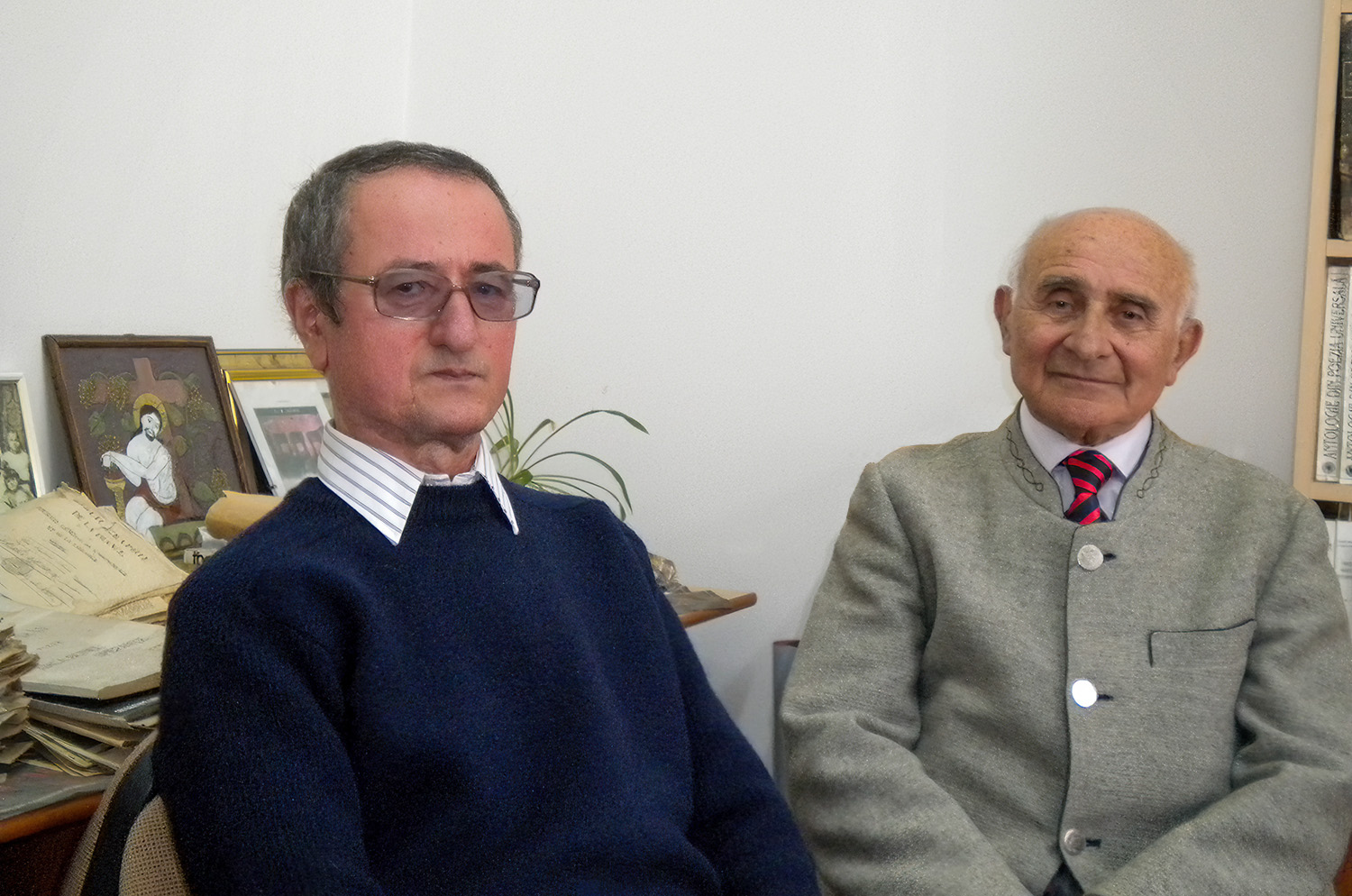
Dan Damaschin și Nicolae Balotă (2011)
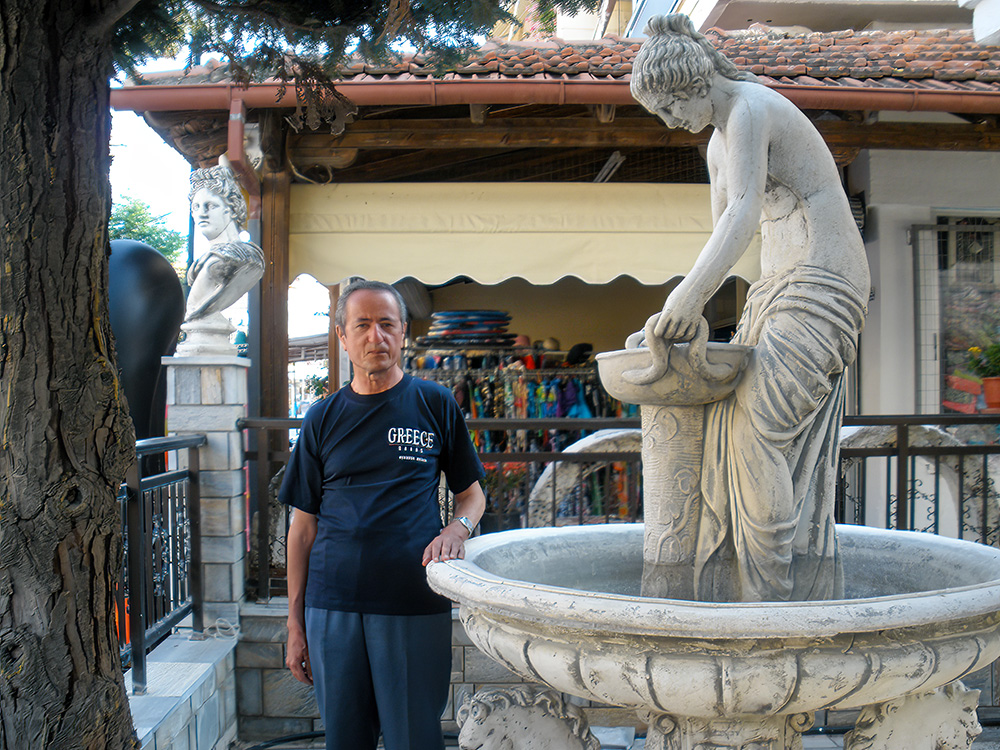
Dan Damaschin (Grecia, 2009)
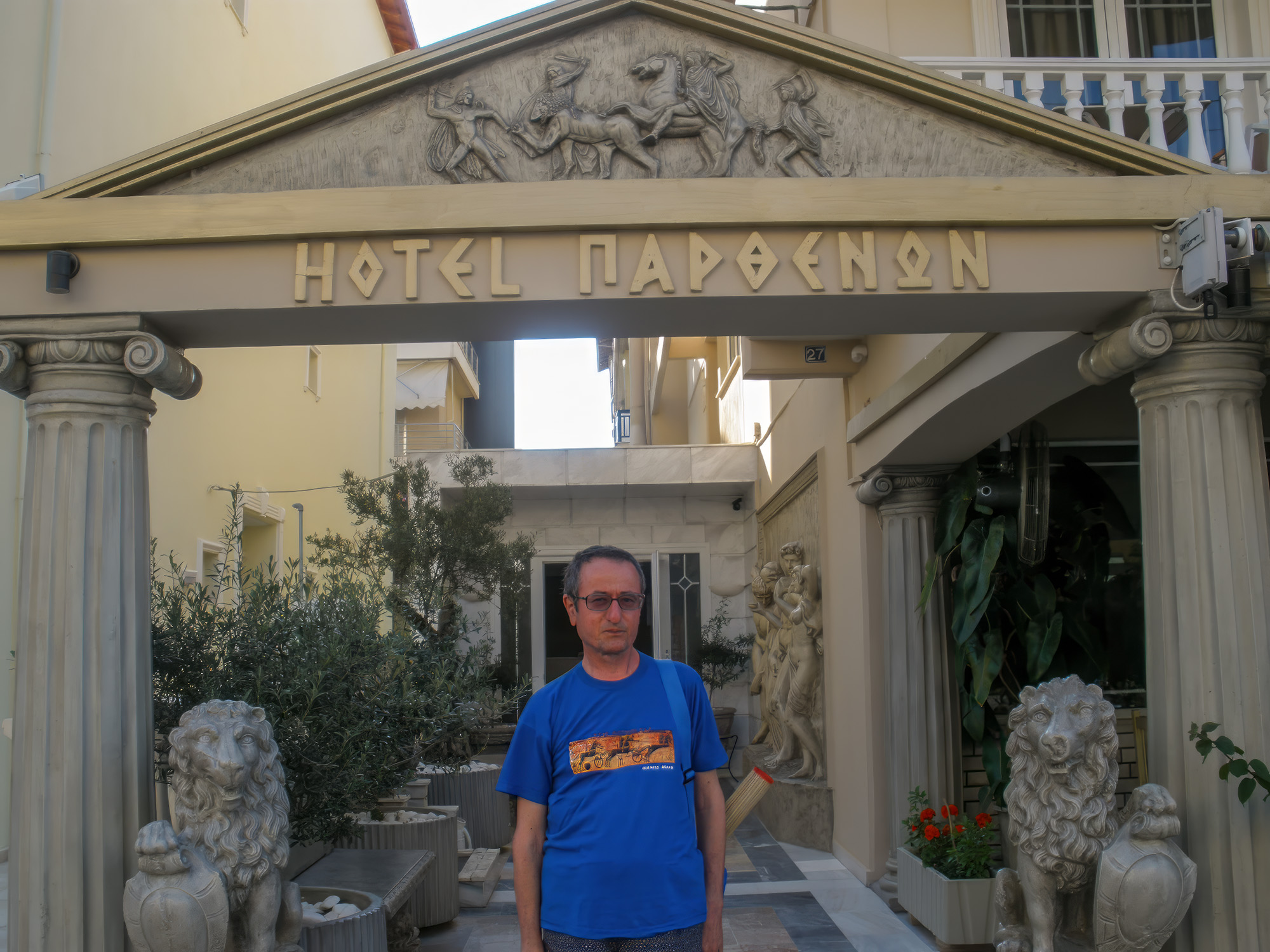
Dan Damaschin (Grecia, 2009)
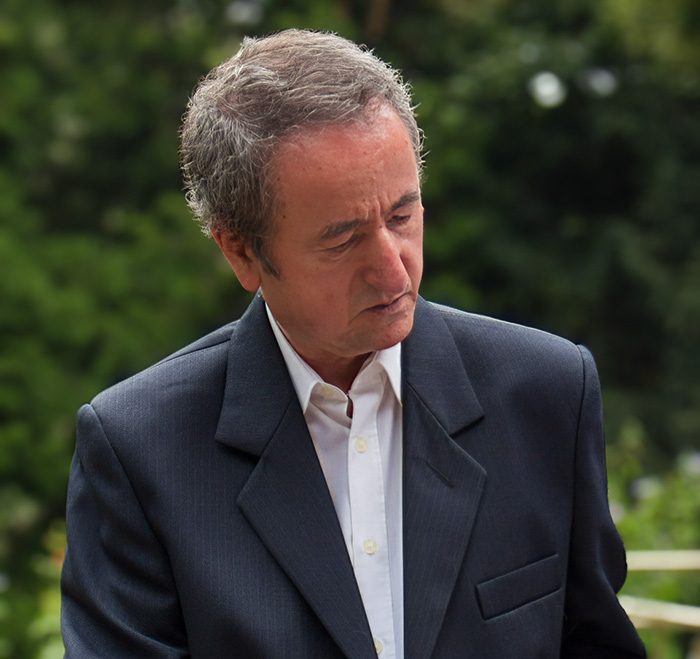
Dan Damaschin (2015)
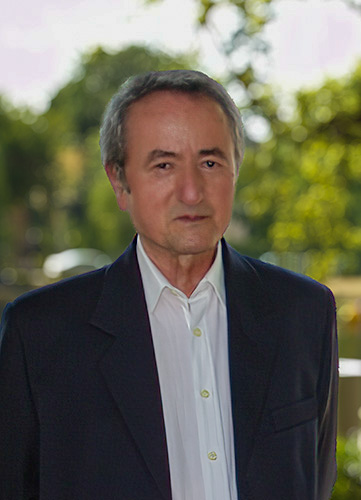
Dan Damaschin (2015)